# スタジオドキュメント あなたならどうする
スタジオドキュメント あなたならどうするは、1988年10月8日から1990年3月17日までNHK総合で放送されたテレビ番組である。

## 概要
現代人の悩みや喜びをドキュメントで構成し、スタジオの一般参加者やゲストに「あなたならどうする?」と問いかける、ドキュメンタリー討論番組であった。

## 放送時間
- 土曜 19:20 - 20:00

## 司会
- 三宅民夫
- 吉村明宏

## 放送リスト
| 放送日         | サブタイトル                                              |
| -------------- | --------------------------------------------------------- |
| 1988年10月8日  | 赤ちゃん誕生                                              |
| 1988年10月15日 | 「本日はお忙しい中を」 初めてのスピーチ                   |
| 1988年10月22日 | 動かざること山のごとし 地上げが去ってまた一難             |
| 1988年10月29日 | ああ!運転免許                                             |
| 1988年11月12日 | 誰か、ボクと結婚して下さい                                |
| 1988年11月19日 | ボクは3歳の受験生・当世お入園事情                         |
| 1988年12月3日  | お父さんお疲れさま・本日定年                              |
| 1988年12月10日 | 買い物は家族の一大事虎の子のボーナス・大阪人はどう使う?   |
| 1989年1月14日  | 本日開店 心機一転 あらたな出発                            |
| 1989年1月21日  | 向こう三軒両どなり いい近所づきあいしてますか             |
| 1989年1月28日  | 言い訳なんて，いいワケない? うまい言い訳、下手な言い訳    |
| 1989年2月4日   | なつかしき我が家・つかの間の家族再会 別れて暮らす家族の絆 |
| 1989年2月18日  | おけいこ花盛り・大忙しの子供たち                          |
| 1989年2月25日  | こまった電話・うれしいデンワ                              |
| 1989年3月4日   | やせたい・食べたい・やせられない                          |
| 1989年3月11日  | ふたたびのニッポン 帰国子女奮戦記                         |
| 1989年3月18日  | 働くお母さん、がんばって! 一人三役をこなす工夫            |
| 1989年4月29日  | 幹事さん走る                                              |
| 1989年5月20日  | 新入社員諸君!迎え撃つ中年上司たち                         |
| 1989年6月17日  | 親父の決断・男が夢に賭ける時                              |
| 1989年7月8日   | まだまだ老けこむ年じゃない 老後を10倍楽しむ法             |
| 1989年7月15日  | わが家は小さな国際社会                                    |
| 1989年10月7日  | 今日から我が家は二世帯同居                                |
| 1989年10月14日 | ライバルよ永遠に                                          |
| 1989年10月21日 | 金帰月来週末家族                                          |
| 1989年10月28日 | お父さんのカムバック                                      |
| 1989年11月11日 | 天職求めて今日から転職                                    |
| 1989年11月18日 | 幸か不幸か親不孝                                          |
| 1989年12月2日  | もう一度アイ・ラブ・ユー                                  |
| 1989年12月16日 | 下積み修業は不滅です!                                     |
| 1989年12月23日 | 女の中に男が1人                                           |
| 1990年1月6日   | 里親里子泣き笑い                                          |
| 1990年1月13日  | 転校・はじめまして3年3組                                  |
| 1990年1月20日  | 娘3人持てば身上がかたぐ                                   |
| 1990年1月27日  | 郷に入れば郷に従え?                                       |
| 1990年2月10日  | 晴れの教壇 ピンチヒッター悪戦苦闘                         |
| 1990年2月24日  | うちのパパは兼業主夫!?                                    |
| 1990年3月3日   | 本日閉店・みなさんお世話になりました                      |
| 1990年3月10日  | 帰ろかなふるさとへ                                        |
| 1990年3月17日  | いい日旅立ち・18歳の春                                    |